# Вангел Сугарев
Проф. Вангел Костов Сугарев (на английски: Vangel Konstantine Sugarev, V. K. Sugareff) е американски историк от български произход.

## Биография
Вангел Сугарев е роден на 15 август 1890 година в град Битоля, тогава в Османската империя, днес в Северна Македония. Семейството му е крайно бедно, брат му Георги е известен войвода от Вътрешната македоно-одринска революционна организация, а Христо е активен член на Македонската патриотична организация. Вангел Сугарев получава началното си образование в Битоля. След Илинденското въстание, когато е на 13 години семейството му емигрира в САЩ. Продължава образованието си в САЩ в гимназия в  Гил, Масачузетс. Служи в американската армия и по-късно участва в Първата световна война. Посещава университета в Сиракюз и получава бакалавърска степен. Той е стипендиант по история в Харвардския университет, откъдето получава магистърска степен. След дипломирането си в Харвард Сугарев преподава история в училища в Западна Вирджиния, Охайо и Тексас. Работи да края на живота си като преподавател по история в Тексаския технологичен университет, където води курсове по европейска история, политически науки и индустриална история на Съединените щати. Допринася със статии в различни периодични издания е посещава научни симпозиуми както в САЩ, така и в Европа. 

След края на Първата световна война апелира за народен плебесцит и за налагане на автономно управление на Македония. Заедно с Давид Наков Сугарев е избран за представител на Парижката мирна конференция на българската емиграция в Северна Америка, но не са допуснати на френска територия. В 1919 година Вангел Сугарев като специален делегат на македонските българи в Конгреса на САЩ публикува статията „Българската националност на македонците“ (The Bulgarian nationality of the Macedonians), в която твърди, че 
| „ | Българите от Македония и България имат обща история. Те заедно работиха и се бориха за националното си обединение. | “ |

Пише в списанието на МПО „Маседония“ (1932).
През 1932 година издава книгата „Основаването на Българския централен революционен комитет“ (The constitution of the Bulgarian revolutionary central committee). Ръководи катедра по история в Тексаския държавен университет. През 1939 година публикува статията „Решението на Македонския въпрос“ (Solution of the Macedonian Question).
Умира през 1943 година в Брайън, Тексас, но е погребан в град Белвю, който е в същия щат.